# Laotzeus
Laotzeus es un género de insecto coleóptero de la familia Chrysomelidae.

## Especies
- Laotzeus bicolor Wang, 1992
- Laotzeus niger Chen & Wang, 1980